# Функциональные заболевания желудочно-кишечного тракта
Функциональные заболевания желудочно-кишечного тракта — заболевания желудочно-кишечного тракта, не связанные с органическими поражениями и включающими в себя ряд отдельных идиопатических расстройств, влияющих на различные отделы желудочно-кишечного тракта, ассоциированных с висцеральной гиперчувствительностью и нарушениями моторной функции.
Согласно современным представлениям, функциональных заболеваний желудочно-кишечного тракта определяются как расстройства взаимодействия желудочно-кишечного тракта и центральной нервной системы.

## Классификация
Определением и классификацией функциональных заболеваний желудочно-кишечного тракта занимается международный коллектив гастроэнтерологов в рамках так называемого «Римского процесса». Рекомендации, ими выработанные, именуются «Римскими критериями». В создании версий «Римских критериев» принимают участие по несколько десятков специалистов из разных стран. Разработаны и опубликованы следующие версии «Римских критериев»:
- 1994 г. — «Римские критерии I»
- 1999 г. — «Римские критерии II»
- 2006 г. — «Римские критерии III»
- 2016 г. — «Римские критерии IV»

Ниже приведена опубликованная в 2016 году классификация функциональных заболеваний желудочно-кишечного тракта, соответствующая «Римским критериям IV»:
A. Расстройства функции пищевода
- A1. Функциональная загрудинная боль пищеводного происхождения
- A2. Функциональная изжога
- A3. Гиперсенситивный пищевод
- A4. Ком в пищеводе (Globus)
- A5. Функциональная дисфагия

B. Гастродуоденальные расстройства
- B1. Функциональная диспепсия
  - B1a. Постпрандиальный дистресс-синдром
  - B1b. Синдром эпигастральной боли
- B2. Расстройства, сопровождающиеся отрыжкой
  - B2a. Чрезмерная супрагастральная отрыжка
  - B2b. Чрезмерная неспецифическая отрыжка
- B3. Расстройства, сопровождающиеся тошнотой и рвотой
  - B3a. Хронический синдром тошноты и рвоты
  - B3b. Синдром циклической рвоты
  - B3c. Каннабиноидиндуцированный рвотный синдром
- B4. Синдром руминации у взрослых

C. Расстройства функции кишечника
- C1. Синдром раздраженного кишечника (СРК)
  - СРК с преобладанием запора (СРК-З)
  - СРК с преобладанием диареи (СРК-Д)
  - СРК, смешанный вариант (СРК-С)
  - СРК неклассифицируемый (СРК-Н)
- C2. Функциональный запор
- C3. Функциональная диарея
- C4. Функциональное вздутие живота
- C5. Неспецифическое функциональное кишечное расстройство
- C6. Опиоидиндуцированный запор

D. Расстройства центрального генеза, проявляющиеся абдоминальной болью
- D1. Болевой абдоминальный синдром центрального генеза
- D2. Опиоидиндуцированная гастроинтестинальная гипералгезия

E. Расстройства функции желчного пузыря и сфинктера Одди
- E1. Билиарная боль 
  - E1a. Функциональные расстройства желчного пузыря
  - E1b. Функциональное билиарное расстройство сфинктера Одди
- E2. Функциональное панкреатическое расстройство сфинктера Одди

F. Аноректальные расстройства
- F1. Недержание кала
- F2. Функциональная аноректальная боль
  - F2a. Синдром мышцы, поднимающей задний проход
  - F2b. Неспецифическая функциональная аноректальная боль
  - F2c. Прокталгия
- F3. Функциональные расстройства дефекации 
  - F3a. Неадекватная пропульсия при дефекации
  - F3b. Диссинергическая дефекация

G. Детские функциональные желудочно-кишечные расстройства: новорожденные
- G1. Срыгивание
- G2. Синдром руминации
- G3. Синдром циклической рвоты
- G4. Колики новорожденных
- G5. Функциональная диарея
- G6. Дисхезия новорожденных
- G7. Функциональный запор

H. Функциональные заболевания желудочно-кишечного тракта у детей и подростков
- H1. Функциональные расстройства, сопровождающиеся тошнотой и рвотой 
  - H1a. Синдром циклической рвоты
  - H1b. Функциональная тошнота и функциональная рвота
    - H1b1. Функциональная тошнота
    - H1b2. Функциональная рвота

  - H1c. Синдром руминации
  - H1d. Аэрофагия
- H2. Расстройства, сопровождающиеся хронической функциональной абдоминальной болью
  - H2a. Функциональная диспепсия
    - H2a1. Постпрандиальный дистресс-синдром
    - H2a2. Синдром эпигастральной боли

  - H2b. Синдром раздраженного кишечника
  - H2c. Абдоминальная мигрень
  - H2d. Функциональная неспецифическая абдоминальная боль
- H3. Функциональные расстройства дефекации 
  - H3a. Функциональный запор
  - H3b. Несдерживаемое недержание кала

## Патофизиологические механизмы функциональных заболеваний
Согласно «Римским критериям IV» причины функциональных заболеваний желудочно-кишечного тракта обычно многофакторны и нередко связаны с психологической дезадаптацией пациента. У таких пациентов часто повышенные уровни тревожности, депрессивных состояний, невротизации, в анамнезе — психологические травмы и стрессовые ситуации, в том числе, происходящие из детского возраста.

## Эпидемиология
Функциональные заболевания желудочно-кишечного тракта широко распространены. Только синдромом раздражённого кишечника и функциональной диспепсией страдают 16-26% популяции.

## Критика некоторых положений «Римских критериев IV»
Не все исследователи согласны с теми или иными положениями «Римских критериев». В частности, группа итальянских учёных-медиков считает, что отнесение такого расстройства, как «Гиперсенситивный пищевод», к функциональным заболеваниям неправомерно, что правильнее его считать одним из вариантов гастроэзофагеальной рефлюксной болезни (ГЭРБ) и лечить аналогично ГЭРБ.
Высказано мнение, что в «Римских критериях IV» имеется противоречие в отношении роли Helicobacter pylori в развитии функциональной диспепсии. В одном из разделов говорится, что Helicobacter pylori может быть причиной функциональной диспепсии, в другом — что при исчезновении диспепсических жалоб после эрадикации Helicobacter pylori пациенты начинают рассматриваться, как больные диспепсией, ассоциированной с Helicobacter pylori, а не функциональной диспепсией.
В Клинических рекомендациях по колопроктологии, подготовленных совместно Ассоциацией колопроктологов России, Российской гастроэнтерологической ассоциацией, Российским обществом хирургов и Ассоциацией онкологов России говорится, что согласно «Римским критериям IV» диагноз «синдром раздраженного кишечника» ставится на основе: непосредственного исследования пациента, анамнезе заболевания, минимальных лабораторных исследованиях и, при наличии клинических показаний, результатах колоноскопии. Однако, как утверждают авторы этих рекомендаций, этого недостаточно, так как в результате могут случиться серьёзные ошибки диагностики, потому что большое число органических заболеваний, например, хронические воспалительные заболевания кишечника, микроскопические колиты, иногда опухоли толстой кишки, могут протекать с клинической картиной синдрома раздражённой кишки, поэтому диагноз «синдром раздраженного кишечника» должен быть диагнозом исключения и для его постановки необходимо выполнение целого ряда дополнительных исследований.

## Вопросы терминологии
Функциональные заболевания желудочно-кишечного тракта — относительно новая и быстро развивающееся направление медицинской науки. Терминология в этой области недостаточно устоялась. Проблемы терминологии можно разделить на две части: обсуждаемые в рамках «Римских процессов» и отсутствие устоявшихся традиций в наименовании функциональных заболеваний (состояний) на русском языке.

### Об исключении термина «функциональный»
Экспертный совет Римского консенсуса считает нужным исключить термин «функциональный» из нозологической рубрификации там, где это представляется возможным. При этом он признаёт, что это устоявшийся термин и одномоментное его исключение нецелесообразно. Вместо него для всей рассматриваемой в данной статье группы заболеваний предлагается термин «расстройства взаимодействия головного мозга и ЖКТ». Одновременно экспертный совет не считает нужным отказываться от таких терминов, как «функциональная диарея» и «функциональная изжога», так как они позволяют хорошо отличать их от состояний с близкой симптоматикой, но иной этиологией.

### Неустоявшаяся терминология на русском языке
В публикациях разных авторов на русском языке имеются терминологические разночтения в наименованиях отдельных явлений и заболеваний. В частности, в одном и том же смысле употребляются следующие термины:
- «Функциональные заболевания желудочно-кишечного тракта» (аббревиатура: ФЗ ЖКТ)[2], «Функциональные гастроинтестинальные расстройства» (аббревиатура: ФГИР)[3] , «Функциональные желудочно-кишечные расстройства» (аббревиатура: ФЖКР)[4].
- «Гиперсенситивный пищевод»[11], «Гиперчувствительный пищевод»[8], «Гиперсенситивный рефлюксный синдром»[2], «Рефлюксная гиперчувствительность»[3],  «Рефлюксная гиперсенситивность»[4], «Гиперчувствительность пищевода к рефлюксу»[12][13]
- «Аэрофагия»[2], «Чрезмерная супрагастральная отрыжка»[3] и «Наджелудочная отрыжка»[4]
- «Несдерживаемое недержание кала»[2], «Неретентивное недержание кала»[3] и «Неретенциальное недержание кала»[4]

и многие другие (сравни, например,, и ).